# ロバート・ピトケアン
ロバート・ピトケアン（Robert Pitcairn、1752年5月6日 - 1770年）は、イギリス海軍の士官候補生。1790年のバウンティ号の反乱で一躍有名になった南海の孤島ピトケアン島の発見者であり、その名の由来となった人物。ただし彼はその島が有名になる前に世を去った。
イギリスのファイフ生まれ。父のジョン・ピトケアンはアメリカ独立戦争にイギリス海兵隊の少佐として従軍し、バンカーヒルの戦い（1775年）で戦死したことで著名な人物である。ロバートはジョン・ピトケアンの6人の息子のうち唯一イギリス海軍に進んだ。1766年、14歳でフィリップ・カートレット艦長の指揮する軍艦「スワロー」の士官候補生となり、世界一周の航海に出た。1767年、南太平洋において見張りについていたロバートは当時まだ知られていなかった島を陸地初認し、その島は彼の名をとってピトケアン島と命名された。
島の発見から2年半後、17歳のロバートは軍艦「オーロラ」に乗り組んでいたが、「オーロラ」は喜望峰からインドに向けての航海中、1770年に消息を絶った。インド洋上で、嵐か火災により失われたと考えられている。